# 청룡초등학교 (충북)
청룡초등학교는 대한민국 충청북도 음성군에 있는 공립 초등학교이다.

## 학교 연혁
- 1960년 4월 1일: 삼성국민학교 청룡분교장 설립인가
- 1964년 3월 5일: 청룡국민학교 개교

## 참고 자료
- 청룡초등학교 - 한국교육학술정보원 학교알리미